# 베른트 크라우스
베른트 크라우스(독일어: Bernd Krauss, 1957년 5월 8일, 노르트라인-베스트팔렌 주 도르트문트 ~)는 독일 출신 오스트리아의 전직 축구 선수이자 감독이다.
그가 가장 마지막으로 지도한 구단은 튀니지의 사엘로, 2012년에 구단 단장을 겸임했다.

## 선수 경력

### 클럽 경력
크라우스는 노르트라인-베스트팔렌 주 도르트문트 출신으로, 인근 도르트문트에서 프로 무대 신고식을 치렀지만, 입지가 약해 오스트리아 분데스리가로 무대를 옮겨 1977년에 라피트 빈과 계약했다. 빈에서는 성공적으로 나아갔는데, 리그를 2번 우승하고 컵대회도 석권했다. 그는 1983년에 다시 독일 무대로 복귀해 묀헨글라트바흐에 입단하여 현역에서 은퇴할 때까지 활약했고, 이후 감독직도 맡았다.

### 국가대표팀 경력
독일 태생의 크라우스는 라피트 빈에서 활약하던 시절에 오스트리아 귀화의 제의를 받았고, 결국 오스트리아 국가대표팀에 합류했다. 그의 오스트리아 국가대표팀 첫 경기는 1981년에 치렀고, 1982년 월드컵에 참가했다. 그는 국가대표팀 경기에 22경기 출전했으나, 득점한 적은 없고, 1981년 4월 29일에 0-2로 패한 서독과의 경기에서 자책골을 넣었다. 그는 1984년을 끝으로 국가대표팀 경기에서 뛰지 않았는데, 그 이유는 그가 오스트리아를 떠나 출생한 서독 무대로 복귀했기 때문이었다.

## 감독 경력
크라우스는 1988년에 독일의 카펠렌을 지도하면서 감독일을 시작했고, 이어 1989년에는 묀헨글라트바흐, 1990년에는 쾰른의 2군을 맡았다. 1991년에는 묀헨글라트바흐의 수석 코치로 부임했고, 1992년 11월 6일부터 1996년 12월 7일까지는 감독을 맡았다. 1995년, 그는 DFB-포칼을 우승해 감독으로서 최대 성과를 냈다.
1990년대 말은 크라우스가 감독일을 시작하고 가장 큰 성과를 낸 시기였다. 1997년부터 1999년까지 그는 스페인 1부 리그의 레알 소시에다드 감독을 맡았다. 2000년, 그는 미하엘 스키베의 후임으로 도르트문트 감독을 맡았다. 그러나 이는 치명적인 실수임이 증명되었고, 그는 2달 만에 해임되었다. 크라우스는 2001년에 마요르카 감독으로 부임해 스페인 무대로 복귀했다.
이어지는 몇 년 동안 크라우스는 떠돌이 생활을 했는데, 그리스(아리스, 2002년), 오스트리아(아드미라 바커, 2004년), 아랍에미리트, 이란(페가 길란, 2005년) 무대를 전전했다. 2006년 4월부터 12월까지는 테네리페 감독을 역임해 스페인 무대에 복귀했다.
2007년 8월, 그는 아틸라 세켈리오글루의 후임으로 오스트리아 슈바도어프의 감독이 되었다. 그러나, 그는 같은 해 12월 6일에 2부 리그 강등권과 1점차로 뒤처지면서 해임되었다.
2012년 1월, 크라우스는 튀니지 사엘의 단장 겸 감독으로 취임했다. 2012년 3월, 그는 파우지 벤자르티가 사엘 감독으로 취임하면서 본래 역할인 단장으로 복귀할 예정이었다. 그러나, 그는 이 결정을 반대하여 구단을 떠났다.

## 수상

### 선수
- 오스트리아 분데스리가: 1981–82, 1982–83
- ÖFB-컵: 1983

### 감독
- DFB-포칼: 1994–95